# Protodulía

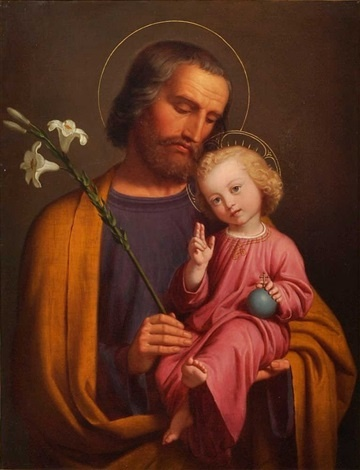
San José con el Niño Jesús, de Caspar Jele, 1848.

La protodulía —o summa dulia— es el culto dedicado por el cristianismo a San José, el padre nutricio de Jesús. José, según las Escrituras, es descendiente del rey David y esposo de la Virgen María, Madre de Jesús por obra del Espíritu Santo. Diferenciándose de todos los santos, San José merece, en la Iglesia Católica, un culto de veneración especial en honor al grado preeminente de su paternidad, dignidad y santidad, sólo superado por la Santísima Virgen María.

## Escolar
Santo Tomás de Aquino, Doctor de la Iglesia, desarrolló el tema de la devoción a San José:
- por su poder de intercesión con Jesucristo, Hijo de Dios y de la Sagrada Familia, insólito en términos de eficacia y universalidad,
- por su patrocinio y mediación de la Iglesia (título reconocido siglos después por el Papa Pío IX ), a favor de las familias cristianas, los trabajadores, los moribundos y los que aspiran a la perfección.[3]